# Max Kanter
Max Kanter, né le 22 octobre 1997 à Cottbus, est un coureur cycliste allemand. Il participe à des compétitions sur route et sur piste.

## Biographie
De 2008 à 2015, Max Kanter pratique le cyclisme en tant que membre du RSC Cottbus. En 2014 et 2015, sur piste, il devient champion d'Allemagne chez les juniors (moins de 19 ans) en poursuite par équipes. Il est également médaillé de bronze de l'omnium aux mondiaux juniors de 2015. Sur route, il obtient chez les juniors de nombreux succès internationaux, dont la Coupe du Président de la Ville de Grudziadz et les Trois jours d'Axel en 2015.
En 2016, il passe dans la catégorie des moins de 23 ans et rejoint l'équipe continentale allemande LKT Brandenburg. Cette année, il devient champion d'Allemagne du scratch à Cottbus. En fin de saison, il est stagiaire chez l'équipe World Tour Giant-Alpecin. En 2017, il rejoint Sunweb Development, qui sert d'équipe filiale pour l'équipe World Tour Sunweb. Il est champion d'Allemagne sur route espoirs et stagiaire chez Sunweb en fin de saison.
Il se révèle en avril 2018, en terminant coup sur coup deuxième du Tour des Flandres espoirs, puis troisième du ZLM Tour, deux épreuves de la Coupe des Nations espoirs. En juin, il est à nouveau champion d'Allemagne sur route espoirs. En août, il est pour la troisième année de suite stagiaire au sein de l'équipe mère Sunweb. Il rejoint officiellement l'équipe World Tour pour deux saisons en 2019. En janvier, il participe aux deux courses World Tour australiennes, mais abandonne à chaque fois, puis n'est plus aligné sur aucune course.
En avril 2022, il participe au Tour des Flandres, où il est membre de l'échappée du jour.

## Palmarès sur route

### Par année
- 2014
  - 1rea étape de la Coupe du Président de la Ville de Grudziadz (contre-la-montre par équipes)
- 2015
  - Coupe du Président de la Ville de Grudziadz :
    - Classement général
    - 1rea étape (contre-la-montre par équipes)

  - Classement général des Trois jours d'Axel
  - 3e étape du Tour de Basse-Saxe juniors
  - 2e étape du Grand Prix Rüebliland
- 2016
  - 2e du Tour du Sachsenring
  - 3e du championnat d'Allemagne du contre-la-montre par équipes
  - 3e de la Carpathian Couriers Race
  - 3e du Tour de Bohême de l'Est
- 2017
  -  Champion d'Allemagne sur route espoirs
  - 7e du championnat du monde sur route espoirs
- 2018
  -  Champion d'Allemagne sur route espoirs
  - 1re étape du Tour de l'Avenir
  - 2e et 4e étapes de l'Olympia's Tour
  - 2e du Tour des Flandres espoirs
  - 2e du championnat d'Allemagne du contre-la-montre espoirs
  - 3e du ZLM Tour
  - 3e du Tour d'Overijssel
- 2022
  - 3e de la Primus Classic
  - 3e de la Gooikse Pijl
  - 9e de la Cyclassics Hamburg
- 2023
  - 9e de la Bemer Cyclassics
- 2024
  - 2e étape du Tour de Turquie
- 2025
  - Famenne Ardenne Classic
  - 2e de la Clásica de Almería
  - 6e de la Classic Bruges-La Panne

### Résultats sur les grands tours

#### Tour d'Italie
4 participations
- 2021 : 116e
- 2023 : 110e
- 2024 : non-partant (10e étape)
- 2025 : 123e

#### Tour d'Espagne
1 participation
- 2020 : 112e

### Classements mondiaux
| Année                                 | 2016 | 2017  | 2018 | 2019  | 2020 | 2021 | 2022 | 2023 | 2024 |
| ------------------------------------- | ---- | ----- | ---- | ----- | ---- | ---- | ---- | ---- | ---- |
| Classement mondial                    | 836e | 916e  | 232e | 3060e | 559e | nc   | 127e | 380e | 233e |
| UCI Europe Tour                       | 536e | 1452e | 100e | 1882e | 456e | nc   | 104e | nc   | nc   |
|                                       |      |       |      |       |      |      |      |      |      |
| Légende : nc = non classéSource : UCI |      |       |      |       |      |      |      |      |      |

## Palmarès sur piste

### Championnats du monde juniors
- Astana 2015
  -  Médaillé de bronze de l'omnium

### Championnats nationaux
- 2014
  -  Champion d'Allemagne de poursuite par équipes juniors (avec Marcel Franz, Jasper Frahm et Eric Schlott)
- 2015
  -  Champion d'Allemagne de poursuite par équipes juniors (avec Carlos Ambrosius, Richard Banusch et Bastian Flicke)
- 2016
  -  Champion d'Allemagne du scratch
  - 2e de l'américaine